# You Want This
You Want This ist ein Lied der US-amerikanischen Sängerin Janet Jackson aus ihrem fünften Album janet. (1993). Das Lied wurde als siebte Single (sechste und letzte in den USA) von diesem Album im Oktober 1994 veröffentlicht. Es wurde von Janet Jackson und Jimmy Jam und Terry Lewis geschrieben und produziert.

## Hintergrund
Der Song handelt davon, dass Jacksons Freundinnen ihr erzählen, dass ein Mann sie beobachtet und mit ihr zusammen sein will.
Das Lied sampelt Diana Ross & the Supremes’ Lied Love Child aus dem Jahr 1968 und Kool & the Gangs Lied Jungle Boogie von 1973. Von dem Lied erschien auch eine Remixversion mit dem Rapper MC Lyte, eine Disco-Version mit dem Titel You Want This (Disco Theory) von Dewey B und eine House-Version mit dem Titel You Want This (E-Smoove's House Anthem) von E-Smoove, die auf dem Janet-Jackson-Album „janet. Remixed“ veröffentlicht wurde.
Janet Jackson sang das Lied auf ihrer janet. Tour, der Rock Witchu Tour und der Tour Number Ones: Up Close and Personal.

## Musikvideo
Die Regie zum Musikvideo führte Keir McFarlane. Das Musikvideo wurde im August 1994 gedreht und basiert auf Russ Meyers Film Faster, Pussycat! Kill! Kill! aus dem Jahr 1965. Es zeigt wie Jackson und ihre Freundinnen Männer beobachten. Später verfolgen die Freundinnen die Männer mit Autos in ein Motel in der Wüste. Am Ende des Musikvideos sieht man von Janet und ihre Freundinnen tanzen. Von dem Musikvideo erschien eine farbige und eine Schwarz-weiß-Version, beide waren 1994 auf dem Videoalbum janet. enthalten. Sie erschienen zudem auf den Videoalben All for You und 2004 auf der DVD From janet. to Damita Jo: The Videos.

## Rezeption

### Chartplatzierungen
In den amerikanischen Billboard Hot 100 wurde das Lied für Jackson ein weiterer Top-Ten-Hit und erreichte Platz 10. International erreichte das Lied im Vereinigten Königreich, Australien und Neuseeland die Top 20, in Deutschland Platz 90. 
| ChartsChartplatzierungen       | Höchstplatzierung | Wochen |
| ------------------------------ | ----------------- | ------ |
| Deutschland (GfK)              | 90 (4 Wo.)        | 4      |
| Vereinigte Staaten (Billboard) | 10 (22 Wo.)       | 22     |
| Vereinigtes Königreich (OCC)   | 14 (4 Wo.)        | 4      |

| ChartsJahrescharts (1995)      | Platzierung |
| ------------------------------ | ----------- |
| Vereinigte Staaten (Billboard) | 64          |

### Auszeichnungen für Musikverkäufe
| Land/Region               | Auszeichnungen für Musikverkäufe (Land/Region, Auszeichnung, Verkäufe) | Verkäufe |
| ------------------------- | ---------------------------------------------------------------------- | -------- |
| Vereinigte Staaten (RIAA) | Gold                                                                   | 500.000  |
| Insgesamt                 | 1× Gold ·                                                              | 500.000  |

Hauptartikel: Janet Jackson/Auszeichnungen für Musikverkäufe